# Fort Benjamin Harrison
Fort Benjamin Harrison était un poste de l'armée américaine situé dans la banlieue de Lawrence Township, dans le comté de Marion, en Indiana, au nord-est d'Indianapolis, entre 1906 et 1991. Il porte le nom du 23e président des États-Unis, Benjamin Harrison.

## Histoire

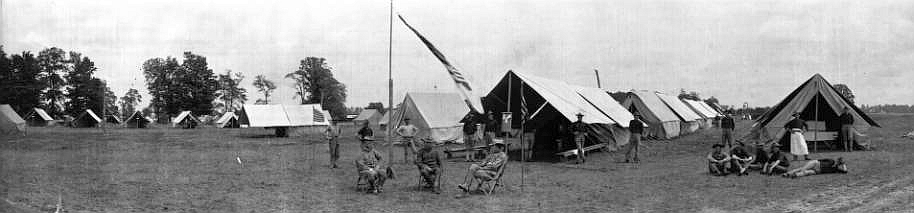
Fort Benjamin Harrison, vers 1910

Le terrain a été acheté en 1903, et le poste est officiellement nommé en l'honneur du président Harrison, car Indianapolis est sa ville natale. En 1901, le fils de l'ancien président Benjamin Harrison, Russell, grâce à des efforts de lobbying, a vendu un arsenal américain situé à proximité, et l'armée américaine a utilisé l'argent pour acheter le terrain où se trouve aujourd'hui le fort.
Le fort Benjamin Harrison a connu son plus haut niveau d'activité pendant la première et la deuxième guerre mondiale. Le centre de réception de Fort Benjamin Harrison a ouvert en 1941 et était le plus grand des États-Unis en 1943.
Au sein de Fort Harrison se trouvait le Camp Glenn, nommé en l'honneur du Major Général Edwin Forbes Glenn (en), qui avait servi comme commandant de Fort Harrison de 1912 à 1913, et qui commandait la formation des officiers qui commença dans ses camps en 1916. Le Camp Glenn était un camp d'entraînement militaire des citoyens (CMTC) qui servait également à loger les travailleurs du Civilian Conservation Corps (CCC). Lorsque les États-Unis ont rétabli le Corps de police militaire en 1941, une école a été créée à Camp Glenn et était opérationnelle au début de 1942. L'endroit a également été utilisé pour la détention de prisonniers de guerre italiens et allemands en 1944 et 1945.
En 1947, l'armée a déclaré que Fort Harrison était un bien excédentaire, mais a refusé de fermer complètement le fort en raison du manque d'espace d'entraînement adéquat pour la Garde nationale de l'Indiana. De 1948 à 1950, le poste a fonctionné comme base aérienne. La dixième armée de l'air a été transférée d'Omaha, au Nebraska, et son quartier général a été établi à Schoen Field au Fort Harrison, ainsi qu'au terrain d'aviation de l'armée de terre Stout à Indianapolis. Le surpeuplement et les installations inadéquates ont rapidement forcé la 10e Armée de l'air à déménager à la base de la Garde nationale aérienne de Selfridge dans le Michigan, et l'Armée a repris le contrôle de Fort Benjamin Harrison.
L'école des finances de l'armée américaine est située à Fort Benjamin Harrison dans les années 1960 et 1970.
L'Interservice Postal School était située à Fort Benjamin Harrison dans les années 1970 sous l'égide de l'US Army Institute of Administration (USAIA), et était composée d'instructeurs des quatre services. Elle a déménagé à Fort Jackson en Caroline du Sud en 1995.
À partir de 1965, elle a également accueilli l'école d'information de la défense (en) (DINFOS). Le personnel de cette école était composé de militaires et d'officiers de toutes les branches de l'armée américaine, ainsi que de membres du personnel militaire allié. La DINFOS formait les membres des services et les employés du ministère de la défense à devenir journalistes dans la presse, la radio, la télévision et la photographie, et les formait à des rôles de supervision avancés dans l'édition, les affaires publiques et les relations avec les médias et la communauté. En 1995, la DINFOS a déménagé à Fort Meade, dans le Maryland.
Avec le mouvement et la création d'un certain nombre de cours de formation dans les domaines de la finance, du travail de bureau et des technologies de l'information (notamment le cours de programmeur/analyste et le cours d'opérateur de machine informatique), le fort a reçu le surnom railleur d'« Uncle Ben's Rest Home », ce qui implique qu'aucune véritable formation militaire n'y a eu lieu.
Le fort a été le site des villages d'athlètes pour les Jeux Panaméricains de 1987. Des contrats de construction ont été établis pour les nouveaux bâtiments destinés à accueillir les athlètes, mais les bâtiments n'ont pas été construits.

### Présence militaire restante
Le Fort Benjamin Harrison a été fermé dans le cadre de la Commission de réalignement et de fermeture des bases de 1991. Le site de la base a depuis été réaménagé, et comprend des quartiers résidentiels, un terrain de golf, et est le site du Fort Harrison State Park.
Bien que la base ait été officiellement désactivée, il y a toujours une présence militaire très importante dans la région. Le Defense Finance and Accounting Service (en) d'Indianapolis, plusieurs unités de la réserve de l'armée américaine, de la garde nationale de l'Indiana, un Military Entrance Processing Stations (MEPS) et un économat sont toujours situés dans l'ancienne base.
Depuis 1999, la Légion américaine a son centre d'opérations John H. Geiger situé à Fort Harrison. Le centre abrite le personnel des services aux membres qui tient à jour la base de données des membres de l'organisation et fournit des services de marketing direct pour le renouvellement des adhésions et l'acquisition de nouveaux membres. Il abrite également la division des ventes d'emblèmes, qui fournit les marchandises de la Légion, et la division de la collecte de fonds, qui apporte son soutien aux programmes nationaux et départementaux.
Le 29 mai 2009, la Garde nationale de l'Indiana a organisé une cérémonie de pose de la première pierre d'une nouvelle installation qui sera érigée à Fort Benjamin Harrison, le Lawrence Readiness Training Center, qui ouvre ses portes en 2011. L'installation abrite quatre unités, dont le quartier général de la 76th Infantry Brigade Combat Team (en).
Les vétérans des guerres étrangères ont leur quartier général pour le département de l'Indiana sur le site.

### District historique de Fort Benjamin Harrison
Le district historique de Fort Benjamin Harrison a été ajouté au registre national des lieux historiques en 1995. Le district comprend 100 bâtiments, un terrain de parade et les structures contributives (château d'eau, pont de l'avenue Kent, kiosque à musique). Il comprend des bâtiments en brique de style néocolonial à un et deux étages qui faisaient partie du complexe du fort d'origine. Ils comprennent des bâtiments résidentiels et administratifs, des bâtiments de services et l'unité hospitalière,.